# 府中町議会
府中町議会（ふちゅうちょうぎかい）は、広島県府中町に設置されている地方議会である。

## 概要
- 定数：18人
- 任期：2024年10月1日 - 2028年9月30日[3]
- 議長：力山 彰
- 副議長：齋藤 昇
※議長は2年、副議長は1年での交代を申し合わせている[4]。
- 府中町議会事務局：府中町役場本庁舎5階[2]

## 党派
2024年9月
- 公明党（2人）
- 日本共産党（1人）
- 無所属（15人）

## 委員会
2024年5月22日更新
- 常任委員会 	
  - 総務文教委員会（定数6人）欠員1
  - 厚生委員会（定数6人）
  - 建設委員会（定数6人）欠員2
- 議会運営委員会（8人）

## 議員報酬と諸手当
- 月額[5]
  - 議長：月額 380,000円
  - 副議長：月額 300,000円
  - 議員：月額 290,000円
- 期末手当：6月および12月[5]
- 政務活動費

## 議会だより
ふちゅう町議会だより（発行：府中町議会 編集：議会報特別委員会）年4回 定例会後
- 創刊：昭和56年5月1日[7]

## 議員定数
| 投票日        | 定数 | 立候補者 |
| ------------- | ---- | -------- |
| 2008年9月21日 | 18   | 23       |
| 2012年9月23日 | 18   | 20       |
| 2016年9月25日 | 18   | 22       |
| 2020年9月13日 | 18   | 20       |
| 2024年9月22日 | 18   | 21       |

## 歴代議長
- 中村勤
- 中井元信
- 中村武弘
- 益田芳子
- 梶川三樹夫

## 沿革
- 1937年 - 町制施行して、府中町となる。
- 2024年1月30日付けで川上翔一郎町議（1期）は議員辞職願が提出し、同日付けで議長は許可し辞職した[8]。1月31日、川上は府中町長選挙に立候補表明[9][10][11]。2月15日、自民党広島県連は選挙対策委員会を開き、川上を推薦決定[12]。
- 2024年2月15日、寺尾光司町議（1期、元・府中町職員）は広島県庁で記者会見し府中町長選に立候補表明[13]。2人目の立候補表明となった。
- 2024年2月20日、町議会は全員協議会を開き、議会事務局の秩序を維持するために、議長か議会事務局長が町議に対して事務局からの退出を要求できる項目を町議会運営等要綱に加えた[14][15][16]。
- 2024年3月22日、二見伸吾町議（2期、日本共産党）が府中町長選に立候補表明[17][18]。3人目の立候補表明となった。
- 2024年5月26日投開票の新人5人が出馬した府中町長選挙で、前・町議の寺尾光司（元・府中町職員38年[19]（総務部長[20]、消防長[20]））が、自民党、公明党、連合広島、現職町長の佐藤から推薦を得た川上翔一郎（前・町議）を2857票差で破り[19]、当選した[21][22][20][23][24][25]。
- 2024年9月22日投開票の府中町議会議員選挙の投票率は、過去最低の33･90%となった[26]。町議を辞任して府中町長選挙に出馬した川上翔一郎と二見伸吾の2人は当選し町議に返り咲いた[27]。